# Centrale nucleare di Kalinin
La centrale nucleare di Kalinin (in russo: Калининская АЭС) è una centrale nucleare russa situata presso la città di Udomlya nell'oblast di Tver'. L'impianto è composto da 4 reattori VVER1000.